# Nothemd
Als Nothemd bezeichnet man ein Hemd, das (dem Volksaberglauben zufolge) von zwei Mädchen, die noch Jungfrau sein müssen (bzw. noch nicht das siebte Lebensjahr vollendet haben), unter magischen Zeremonien gesponnen, gewebt und genäht werden muss.
Teilweise musste das Nothemd in der Nacht vom 24. auf den 25. Dezember, also Christnacht gefertigt werden.
Auf die Brust des Hemdes werden zwei menschliche Häupter eingestickt, von welchen das rechte einen langen Bart und einen Helm trägt und das zur Linken mit einer Krone, wie sie der Teufel trägt, dargestellt wird. Dem Hemd werden außerdem zu beiden Seiten Kreuze hinzugefügt. Es verfügt über Ärmel und ist in der Länge ungefähr halb so groß wie der Mensch, der es tragen soll.
Im Dreißigjährigen Krieg wurden solche Hemden von den Soldaten gerne unter ihren Kleidern getragen, in der Hoffnung, dass sie dadurch vor Kugeln und Schwerthieben bewahrt würden, und das Hemd sie also „fest“ und unverwundbar machte. Daher, dass man dieses Hemd anlegte, wenn einem Gefahr für Leib und Leben drohte – man sich also in Not befand – rührt auch der Name des „Not“-Hemdes her. Gerne wurden solche Hemden auch von gebärenden Frauen angelegt, die sich davon versprachen, eine leichte und ungefährliche Geburt zu haben.